# 케인 드보르
케인 드보르(Cain Devore, 1960년 9월 27일 ~ )는 미국의 배우, 텔레비전 배우이다.
캔자스시티에서 태어났다.

## 영화
- 유스드 (2007년)
- 샌드 트랩 (1998년)
- 어둠 속의 밀애 (1994년)
- 원 라이프 투 리브 (1968년)
- 애즈 더 월드 턴즈 (1956년)